# 도망자 (1993년 영화)
《도망자》(영어: The Fugitive)는 1993년에 개봉한 미국 영화이다. 1960년대에 방영된 동명의 드라마를 영화로 리메이크한 것으로, 앤드루 데이비스 감독이 연출하고 해리슨 포드, 토미 리 존스, 셀라 워드, 조 판톨리아노, 예룬 크라베가 출연했다.

## 줄거리
1992년 1월, 시카고 혈관외과 의사 리차드 킴블(리처드 킴블) 박사는 집으로 돌아와 그의 아내 헬렌이 외팔이 가해자에 의해 살해된 것을 발견하고 결국 체포를 피한다. 킴블의 사건 설명은 강제 진입이 없기 때문에 기각되었다. 헬렌의 상당한 생명 보험 정책과 잘못 해석된 911 전화로 인해 킴블은 부당하게 체포되었다. 살인 혐의로 누명을 쓴 그는 유죄 판결을 받고 사형을 선고받는다.
사형수로 이송되는 동안 킴블의 동료 수감자들은 탈출을 시도한다. 불안한 가운데 두 명의 수감자와 운전사가 사망하고 버스는 다가오는 기차의 경로로 보내졌다. 킴블은 교정관을 구하고 충돌에서 탈출한다. 90분 후, 사무엘 제라드(새뮤얼 제라드) 미 육군 부원장과 그의 참모들이 탈선 현장에 도착하여 수색에 나섰다. 킴블은 상처를 치료하고 옷을 얻기 위해 병원에 몰래 들어간다. 외모를 바꾼 킴블은 구급차를 훔치고 빗물 배수구로 들어가 터널에 있는 보안관 대부분을 피한다. 제라드는 따라가다가 미끄러져 총을 잃는다. 킴블은 그것을 발견하고 자신의 결백을 선언하며 제라드에게 총을 겨누고 그는 상관하지 않는다고 대답한다. 여분의 총을 들고 있는 제라드는 킴블을 높은 배수로 위로 모퉁이로 몰아넣는다. 킴블은 점프하고 탈출한다.
킴블은 시카고로 돌아와 진짜 살인자를 찾기 시작한다. 그는 아파트를 임대하고 친구이자 동료인 찰스 니콜스 박사로부터 돈을 얻는다. 킴블은 관리인의 신원을 가정하여 쿡 카운티 병원의 보철 부서에 침투하여 보철 팔이 필요한 환자 목록을 작성한다. 킴블은 환자가 오진되는 것을 관찰하고 환자의 의료 지시를 변경하여 환자의 생명을 구한다. 그러나 의사가 의심을 품자 킴블은 건물을 떠나 당국에 알린다.
제라드는 킴블이 무엇을 하고 있는지 추론하고 투옥된 용의자를 인터뷰한 후 시카고 시청에서 그를 발견한다. 후속 추격 후 킴블은 시카고의 성 패트릭의 날 퍼레이드로 사라진다. 나중에 그는 자신의 목록에 있는 다른 용의자 프레데릭 사익스의 집에 침입하여 사익스가 살인자임을 확인하는 사진을 발견한다. 사이크스는 현재 프로바식이라는 신약을 출시하는 제약 회사인 데블린-맥그레거의 보안 직원으로 일하는 전직 경찰이다. 킴블은 이 약물을 조사한 결과 간 손상을 유발한다는 사실을 발견했으며 이로 인해 FDA 승인이 불가능했을 것이다.
킴블은 데블린-맥그레거의 이사회 멤버인 니컬스가 승인을 받기 위해 건강에 해로운 샘플을 건강한 샘플로 교체하여 프로바식의 위험한 부작용을 은폐했다는 사실을 알아냈다. 니컬스는 또한 사이크스에게 잘못된 단계적 강도 사건으로 킴블을 죽이라고 명령하여 헬렌의 죽음을 초래했으며 아마도 사이크스가 프로바식의 위험을 발견한 또 다른 개발자인 알렉 렌츠를 죽였을 것이다. 킴블은 사이크스의 집에 있는 동안 제라드에게 전화를 걸어 통화를 추적한다. 그런 다음 킴블은 공개 증거를 남기고 도망친다. 이 단서로 제라드는 사이크스를 의심하게되어 자신의 병행 조사를 수행한다. 니컬스가 프로바식을 발표하는 호텔 컨퍼런스로가는 도중 킴블은 기차에서 사이크스의 공격을받는다. 사익스는 투쟁을 방해하는 교통 경찰을 죽였으나 킴블에게 제압당하고 기둥에 수갑이 채워졌다.
킴블은 음모와 살인에 대해 회의에서 니컬스와 공개적으로 대결한다. 이로 인해 지붕 위로 쏟아지는 싸움이 발생한다. 제라드와 그의 팀은 두 사람이 채광창을 통해 하강하는 엘리베이터에 충돌하기 전에 도착한다. 교통 경찰관의 사망이 킴블의 잘못으로 간주됨에 따라 킴블에게 총격 명령이 내려졌다. 그러나 제라드는 경찰 헬리콥터가 킴블을 저격하는 것을 막는다. 니콜스는 의식을 되찾고 세탁실을 통해 탈출을 시도하지만 킴블은 그를 따라간다. 제라드는 킴블에게 전화를 걸어 음모와 킴블의 결백에 대한 그의 믿음을 알린다. 니컬스는 렌프로 보안관을 쓰러 뜨리고 총을 들고 제라드를 쏘려고 시도하지만 킴블은 니컬스를 뒤에서 공격하여 그를 구한다.
킴블은 항복하고 사이크스와 니컬스는 체포된다. 언론이 새로 발견된 용의자에 대해 경찰에 질문하여 킴블의 결백을 밝히자 킴블은 호텔 밖으로 안내된다. 제라드는 킴블의 수갑을 풀고 순찰차 뒤쪽에 얼음주머니를 제공한다. 그들은 밤 속으로 쫓겨나고 킴블은 그가 무죄를 받을 것이라고 확신한다.

## 출연
- 해리슨 포드 - 리처드 킴블
- 토미 리 존스 - 샘 제라드
- 셀라 워드 - 헬렌 킴블
- 조 판톨리아노 - 코스모 렌프로
- 안드레아스 카츨라스 - 프레드릭 사이크스
- 예룬 크라베 - 찰스 니컬스
- 대니얼 로벅 - 보비 비그스
- 톰 우드 - 노아 뉴먼
- L. 스콧 콜드웰 - 에린 풀
- 조니 리 대븐포트 - 헨리
- 줄리앤 무어 - 앤 이스트먼
- 론 딘 - 켈리 형사
- 조지프 코살라 - 로세티 형사
- 제인 린치 - 캐시 월런드
- 딕 큐잭 - 월터 거서리
- 앤디 로마노 - 베넷 판사
- 닉 서시 - 롤린스 보안관
- 에디 보 스미스 - 코플런드
- 닐 플린 - 교통경찰
- 리차드 리엘 - 퇴역 군인
- 커스틴 넬슨 - 병원 비서
- 데이비드 달로 - 앨릭 렌츠
- 프랭크 레이 페릴리 - 교도관
- 레스터 홀트 - 뉴스캐스터
- 데이비드 U. 호지스 - 데이비드
- 존 M. 왓슨 시니어 - 본스 루스벨트

## 한국판 성우진

### MBC (1995년 1월 30일)
- 양지운 - 리차드 킴블 (해리슨 포드)
- 김병관 - 새뮤얼 제라드 (토미 리 존스)
- 한규희 - 찰스 니콜스 (예로엔 크라베)
- 한상혁 - 프레드릭 사익스 (안드레아스 카툴라스) / 검시관 (조 구아스타페로)
- 김용식 - 로제티 형사 (조셉 F. 코살라)
- 김태훈 - 켈리 형사 (론 딘) / 월터 가히리 (딕 쿠삭)
- 전국근 - 간수 (리처드 리엘) / 본즈 루즈벨트 (존 .M. 왓슨 주니어)
- 이성 - 베넷 판사 (앤디 로마노)
- 최성우 - 헬렌 킴블 (셀라 워드)
- 김수희 - 지방 검사 (조안 콘)
- 신성호 - 로버트 빅스 (대니얼 로벅)
- 이미자 - 에린 풀 (L. 스콧 캘드웰)
- 김관철 - 코스모 렌프로 (조 판톨리아노)
- 황윤걸 - 헨리 (쟈니 리 데이븐포트) / 포렌식 전문가 (조 D. 라우크)
- 안장혁 - 노아 뉴먼 (톰 우드)
- 안지환 - 롤린스 보안관 (닉 시어시) / 구급대원 (코디 글렌)
- 정소영 - 캐시 웨일런드 박사 (제인 린치)
- 박조호 - 클라이브 드리스콜 (모리스 퍼슨)
- 변종필 - 고속도로 순찰대 경관 (마이클 스큐스)
- 이영란
- 이진홍

### SBS (2000년 9월 10일)
- 양지운 - 리차드 킴블 (해리슨 포드)
- 유강진 - 새뮤얼 제라드 (토미 리 존스)
- 박영희 - 헬렌 킴블 (셀라 워드)
- 남궁윤 - 찰스 니콜스 (예로엔 크라베)
- 온영삼 - 켈리 형사 (론 딘) / 클라이브 드리스콜 (모리스 퍼슨) / 본즈 루즈벨트 (존 .M. 왓슨 주니어)
- 김용식 - 월터 가히리 (딕 쿠삭) / 베넷 판사 (앤디 로마노)
- 김환진 - 로버트 빅스 (대니얼 로벅)
- 박신영 - 지방 검사 (조안 콘)
- 성병숙 - 에린 풀 (L. 스콧 캘드웰)
- 임은정 - 앤 이스트만 (줄리앤 무어) / 캐시 웨일런드 박사 (제인 린치)
- 강구한 - 코스모 렌프로 (조 판톨리아노) / 로제티 형사 (조셉 F. 코살라)
- 김익태 - 프레드릭 사익스 (안드레아스 카툴라스) / 롤린스 보안관 (닉 시어시)
- 김태웅 - 알렉 렌츠 (데이비드 달로우) / 스티븐스 (마이크 바카렐라) / 간수 (판초 데밍스)
- 김관진 - 주 경찰 (대니 골드링) / 검시관 (조 구아스타페로)
- 김소형 - 헨리 (쟈니 리 데이븐포트) / 코프랜드 (에디 보 스미스 주니어)